# ساولتشوي
ساولتشوي (بالفرنسية: Saulchoy)‏ هي بلدية تقع في إقليم باد كاليه من منطقة نور با دو كاليه في شمال فرنسا. تبلغ مساحة هذه المدينة 5.29 (كم²)، وترتفع عن سطح البحر 13 م، يبلغ عدد سكانها 353 نسمة حسب إحصاء المعهد الوطني للإحصاء والدراسات الاقتصادية سنة 2009 م. وترأس Jean-Paul Hetroy البلدية خلال فترة (2008-2014).